# Drapeau de la Galice
Ne doit pas être confondu avec Drapeau de la Galicie et de Lodomérie.

Drapeau institutionnel de Galice (incluant le Blason de Galice)

Le drapeau de la Galice est un drapeau blanc barré d'une bande bleue. Il symbolise la communauté autonome de Galice en Espagne.

## Présentation
Il existe depuis le XIXe siècle et tire son origine du drapeau de la préfecture maritime de La Corogne. Il a été rendu officiel par l'article 6 des statuts de la Galice (loi n° 5/1984 du 5 mai 1984) qui précise que :
« 1. A bandeira de Galicia é branca, cunha banda diagonal de cor azul que a atravesa desde o ángulo superior esquerdo ata o inferior dereito. » (le drapeau de la Galice est blanc, avec une bande diagonale de couleur bleue qui le traverse de l'angle supérieur gauche jusqu'à l'angle inférieur droit). Dans cette bande bleue se trouve une écu  bleu qui est entouré de 7 croix. Dans ces 7 croix, un calice avec une hostie juste au-dessus a été rajoutée puis en dehors de cet écu bleu se trouve une couronne.